# Trevor Doornbusch
Trevor Doornbusch (Haarlem, 6 juli 1999) is een Nederlands voetballer van Curaçaose afkomst die als doelman speelt.

## Carrière
Trevor Doornbusch speelde in de jeugd van SV Overbos, AFC Ajax, weer SV Overbos, RODA '23 en sc Heerenveen en was ook jeugdinternational bij het Nederlands elftal onder 18 en 19. Bij Heerenveen was hij van 2017 tot 2020 reservekeeper. In 2020 vertrok hij transfervrij naar Telstar, waar hij een contract voor een jaar tekende. Hij debuteerde in het betaald voetbal voor Telstar op 30 april 2021, in een met 2-2 gelijkgespeelde thuiswedstrijd tegen Jong PSV omdat eerste doelman Jasper Schendelaar ontbrak. In de zomer van 2022 vertrok hij transfervrij naar FC Dordrecht waar hij een contract tekende voor twee seizoenen met een optie voor nog een seizoen. Daar was hij in zijn eerste seizoen reservedoelman achter Liam Bossin en in zijn tweede seizoen achter Luca Plogmann. Na afloop van zijn contract in 2024 was Doornbusch clubloos. In februari 2025 sloot hij op proef aan bij VVV-Venlo dat na het vertrek van Jan de Boer en een blessure van Delano van Crooij met een acuut keepersprobleem kampte. Nog diezelfde week tekende de transfervrije doelman bij VVV een contract tot medio 2027. Doornbusch stond de laatste twaalf competitiewedstrijden van het seizoen 2024/25 onder de lat bij VVV.

## Profstatistieken
| Seizoen                            | Club            | Competitie      | Competitie | Competitie | Beker | Beker | Playoff | Playoff | Totaal | Totaal |
| Seizoen                            | Club            | Competitie      | Wed.       | Dlp.       | Wed.  | Dlp.  | Wed.    | Dlp.    | Wed.   | Dlp.   |
| ---------------------------------- | --------------- | --------------- | ---------- | ---------- | ----- | ----- | ------- | ------- | ------ | ------ |
| 2017/18                            | sc Heerenveen   | Eredivisie      | 0          | 0          | 0     | 0     | 0       | 0       | 0      | 0      |
| 2018/19                            | sc Heerenveen   | Eredivisie      | 0          | 0          | 0     | 0     | —       | —       | 0      | 0      |
| 2019/20                            | sc Heerenveen   | Eredivisie      | 0          | 0          | 0     | 0     | —       | —       | 0      | 0      |
| 2020/21                            | Telstar         | Eerste divisie  | 2          | 0          | 0     | 0     | —       | —       | 2      | 0      |
| 2021/22                            | Telstar         | Eerste divisie  | 13         | 0          | 1     | 0     | —       | —       | 14     | 0      |
| 2022/23                            | FC Dordrecht    | Eerste divisie  | 0          | 0          | 1     | 0     | —       | —       | 1      | 0      |
| 2023/24                            | FC Dordrecht    | Eerste divisie  | 3          | 0          | 2     | 0     | 0       | 0       | 5      | 0      |
| 2024/25                            | VVV-Venlo       | Eerste divisie  | 12         | 0          | 0     | 0     | —       | —       | 12     | 0      |
| 2025/26                            | VVV-Venlo       | Eerste divisie  | 0          | 0          | 0     | 0     | —       | —       | 0      | 0      |
| Carrière totaal                    | Carrière totaal | Carrière totaal | 30         | 0          | 4     | 0     | 0       | 0       | 34     | 0      |
| Bijgewerkt tot en met 22 juli 2025 |                 |                 |            |            |       |       |         |         |        |        |

## Interlandcarrière
Doornbusch speelde jeugdinterlands voor Nederland O18 en Nederland O19, maar werd in maart 2023 door bondscoach Remko Bicentini opgeroepen voor de nationale ploeg van Curaçao dat eerst thuis een oefeninterland speelde tegen Canada en drie dagen later een buitenlandse trip maakte voor een oefenwedstrijd in en tegen wereldkampioen Argentinië. In die interlandperiode kwam hij nog niet in actie. In juni 2023 maakte hij alsnog zijn interlanddebuut in een vriendschappelijke interland tegen Puerto Rico.
| Interlands van Trevor Doornbusch voor Curaçao | Interlands van Trevor Doornbusch voor Curaçao | Interlands van Trevor Doornbusch voor Curaçao | Interlands van Trevor Doornbusch voor Curaçao | Interlands van Trevor Doornbusch voor Curaçao | Interlands van Trevor Doornbusch voor Curaçao |
| No.                                           | Datum                                         | Wedstrijd                                     | Uitslag                                       | Competitie                                    | Doelpunten                                    |
| Als speler bij FC Dordrecht                   | Als speler bij FC Dordrecht                   | Als speler bij FC Dordrecht                   | Als speler bij FC Dordrecht                   | Als speler bij FC Dordrecht                   | Als speler bij FC Dordrecht                   |
| --------------------------------------------- | --------------------------------------------- | --------------------------------------------- | --------------------------------------------- | --------------------------------------------- | --------------------------------------------- |
| 1.                                            | 13 juni 2023                                  | Curaçao – Puerto Rico                         | 0 – 0                                         | Vriendschappelijk                             |                                               |
| 2.                                            | 7 september 2023                              | Trinidad en Tobago – Curaçao                  | 1 – 0                                         | CONCACAF Nations League                       |                                               |
| 3.                                            | 10 september 2023                             | Martinique – Curaçao                          | 1 – 0                                         | CONCACAF Nations League                       |                                               |
| 4.                                            | 13 oktober 2023                               | Curaçao – Panama                              | 1 – 2                                         | CONCACAF Nations League                       |                                               |
| 5.                                            | 17 oktober 2023                               | Curaçao – Trinidad en Tobago                  | 5 – 3                                         | CONCACAF Nations League                       |                                               |
| 6.                                            | 16 november 2023                              | Curaçao – El Salvador                         | 1 – 1                                         | Vriendschappelijk                             |                                               |